# Референдум за независимост на Черна гора
Референдумът за независимост на Черна гора е референдум, проведен в Черна гора на 21 май 2006 година за отделяне на страната от съюза Сърбия и Черна гора.
В полза на независимостта гласуват 55,5 % от участвалите в референдума, малко над необходимото мнозинство от 55 %. В резултат от референдума черногорският парламент официално обявява независимостта на Черна гора на 3 юни същата 2006 г.